# I successi di Little Tony (album 1962)
I successi di Little Tony è un album discografico di Little Tony pubblicato in Italia nel 1962.

## Descrizione
Raccoglie brani già pubblicati come singoli fino al 1962; alcuni brani sono cantati in inglese.

## Tracce
1. La bella americana (Giacomo Mario Gili e Giuseppe Franco Calvi)
2. Grazia (Gianni Giannantonio e Gianni Ferrio)
3. 24 mila baci (Adriano Celentano, Lucio Fulci e Piero Vivarelli)
4. Il tuo amore è per me (Enrico Ciacci, Antonio Ciacci e Lorenzo Valeri)
5. Oh! Baby (Enrico Ciacci, Antonio Ciacci e Lorenzo Valeri)
6. Goodbye my love (Kay Vindigni e Sal Assenza)
7. No, no mai! (Pino Donaggio)
8. Twist in Italy (Kal Mann, Carlo Da Vinci e Giuseppe Cassia)
9. Bella Pupa (Franco Cassano e Vito Pallavicini)
10. Too Good (Doc Pomus e Mort Shuman)
11. Un angelo non sei (Basilio Filacchione, Enrico Ciacci e Antonio Ciacci)
12. Un Rock per Judy (Nico Fidenco e Vittorio Metz)
13. Perché m'hai fatto innamorare (Dino Verde e Franco Pisano)
14. You got what it takes (Berry Gordy e Roquel Davis)